# Joan Crawford
Joan Crawford egentlig Lucille Fay LeSueur (født 23. marts 1905 i San Antonio, død 10. maj 1977 i New York City, New York), var en amerikansk skuespillerinde. 
Crawford startede som en danser i Broadway, men senere skrev hun under på en kontrakt med MGM i 1925 og spillede små roller i forskellige film. Sidst på 20'erne, som hendes popularitet steg, blev hun kendt som en ung Flapper. Hun flyttede til Warner Bros i 1943, og vandt sin første Oscar.

## Ægteskaber og adoption
Joan har været gift 5 gange: musikeren James Welton (1923-1924), skuespiller Douglas Fairbanks (1929 i New York-1933), Franchot Tone (1935 i New Jersey-1939), Phillip Terry (1942 i California-1946) og med Pepsi-Cola præsident Alfred N. Steele (1955 i Las Vegas, til hans død 1959).
Joan adopterede fem børn, men opdrog kun fire. 
- en pige, Christina (født 11. juni 1939), som Joan adopterede i 1940.
- en dreng, som hun navngav Christopher (født April 1941). I 1942, opdagede hans biologiske mor hvor han var, og fik ham så tilbage.
- en dreng, ved navn Christopher Terry (født 1943). Joan adopterede ham med Philip Terry, men ændrede hans navn til Christopher Crawford da de blev skilt. Ifølge Christina, ændrede Joan hans fødselsdato, fordi hun var bange for at han ville blive taget væk. Han døde af kræft 22. september 2006 i Greenport, New York.
- tvillingepiger Cynthia "Cindy" Crawford og Cathy Crawford (født 13. januar 1947). Der blev sagt at Joan var bange for at de ville blive taget væk, så derfor hævdede hun, at de ikke var tvillinger. Moren døde 7 dage efter deres fødsel. Cynthia døde 14. oktober 2007 i Fort Worth, under en leveroperation.

## Filmografi

### Stumfilm
| År   | #  | Titel original titel      | Rolle                                     | Produktion selskab                       |
| ---- | -- | ------------------------- | ----------------------------------------- | ---------------------------------------- |
| 1925 | 1  | Lady of the Night         | stand-in for Norma Shearer                | Metro-Goldwyn-Mayer                      |
| 1925 | 2  | Proud Flesh               | San Francisco Girl                        | Metro-Goldwyn-Mayer                      |
| 1925 | 3  | A Slave of Fashion        | Mannequin                                 | Metro-Goldwyn-Mayer                      |
| 1925 | 4  | The Merry Widow           | Ballroom Dancing Extra                    | Metro-Goldwyn-Mayer                      |
| 1925 | 5  | Pretty Ladies             | Bobby, a showgirl                         | Metro-Goldwyn-Mayer                      |
| 1925 | 6  | The Circle                | Young Lady Catherine                      | Metro-Goldwyn-Mayer                      |
| 1925 | 7  | The Midshipman            | Statist                                   | Metro-Goldwyn-Mayer                      |
| 1925 | 8  | The Exquisite Sinner      | Statist                                   | Metro-Goldwyn-Mayer                      |
| 1925 | 9  | The Big Parade            | Statist                                   | Metro-Goldwyn-Mayer                      |
| 1925 | 10 | Ben Hur                   | Statist                                   | Metro-Goldwyn-Mayer                      |
| 1925 | 11 | Old Clothes               | Mary Riley                                |                                          |
| 1925 | 12 | The Only Thing            | Party Guest                               |                                          |
| 1925 | 13 | Sally, Irene and Mary     | Irene                                     |                                          |
| 1926 | 14 | Tramp, Tramp, Tramp       | Betty Burton                              | First National Pictures                  |
| 1926 | 15 | The Boob                  | Jane                                      | Metro-Goldwyn-Mayer                      |
| 1926 | 16 | Paris                     | The Girl                                  | Metro-Goldwyn-Mayer                      |
| 1927 | 17 | Winners of the Wilderness | René Contrecoeur                          | Metro-Goldwyn-Mayer                      |
| 1927 | 18 | The Taxi Dancer           | Joslyn Poe                                | Metro-Goldwyn-Mayer                      |
| 1927 | 19 | The Understanding Heart   | Monica Dale                               | Metro-Goldwyn-Mayer                      |
| 1927 | 20 | The Unknown               | Estrellita eller Nanon, Zanzi's datter    | Metro-Goldwyn-Mayer                      |
| 1927 | 21 | Twelve Miles Out          | Jane                                      | Metro-Goldwyn-Mayer                      |
| 1927 | 22 | Spring Fever              | Allie Monte                               | Metro-Goldwyn-Mayer                      |
| 1928 | 23 | West Point                | Betty Channing                            | Metro-Goldwyn-Mayer                      |
| 1928 | 24 | The Law of the Range      | Betty Dallas                              | Metro-Goldwyn-Mayer                      |
| 1928 | 25 | Rose-Marie                | Rose-Marie                                | Metro-Goldwyn-Mayer                      |
| 1928 | 26 | Across to Singapore       | Priscilla Crowninshield                   | Metro-Goldwyn-Mayer                      |
| 1928 | 27 | Four Walls                | Frieda                                    | Metro-Goldwyn-Mayer                      |
| 1928 | 29 | Our Dancing Daughters     | Diana Medford                             | Cosmopolitan Production (an MGM company) |
| 1928 | 29 | Dream of Love             | Adrienne Lecouvreur                       | Cosmopolitan Production (an MGM company) |
| 1929 | 30 | The Duke Steps Out        | Susie                                     | Cosmopolitan Production (an MGM company) |
| 1929 | 31 | Tide of Empire            | Josephita Guerrero (Ufuldstændig Project) | Cosmopolitan Production (an MGM company) |
| 1929 | 32 | Our Modern Maidens        | Billie Brown                              | Cosmopolitan Production (an MGM company) |

### Film
| År   | #  | Titel original titel                                    | Rolle                               | Produktion selskab  |
| ---- | -- | ------------------------------------------------------- | ----------------------------------- | ------------------- |
| 1929 | 33 | The Hollywood Revue of 1929                             | Specialty                           | Metro-Goldwyn-Mayer |
| 1929 | 34 | Untamed                                                 | Alice "Bingo" Dowling               | Metro-Goldwyn-Mayer |
| 1930 | 35 | Montana Moon                                            | Joan Prescott                       | Metro-Goldwyn-Mayer |
| 1930 | 36 | Our Blushing Brides                                     | Gerry Marsh                         | Metro-Goldwyn-Mayer |
| 1930 | 37 | Paid                                                    | Mary Turner                         | Metro-Goldwyn-Mayer |
| 1931 | 38 | Dance, Fools, Dance                                     | Bonnie Jordan                       | Metro-Goldwyn-Mayer |
| 1931 | 39 | Complete Surrender                                      | Ivy Stevens                         | Metro-Goldwyn-Mayer |
| 1931 | 40 | Laughing Sinners (genindspilning af Complete Surrender) | Ivy Stevens                         | Metro-Goldwyn-Mayer |
| 1931 | 41 | This Modern Age                                         | Val Winters                         | Metro-Goldwyn-Mayer |
| 1931 | 42 | Wir Schalten um auf Hollywood                           | Herself                             | Metro-Goldwyn-Mayer |
| 1931 | 43 | Possessed                                               | Marian Martin                       | Metro-Goldwyn-Mayer |
| 1932 | 44 | Grand Hotel                                             | Flaemmchen                          |                     |
| 1932 | 45 | Letty Lynton                                            | Letty Lynton                        |                     |
| 1932 | 46 | Rain                                                    | Sadie Thompson                      | United Artists      |
| 1933 | 47 | Today We Live                                           | Diana "Ann" Boyce-Smith             | Metro-Goldwyn-Mayer |
| 1933 | 48 | Dancing Lady                                            | Janie "Duchess" Barlow              | Metro-Goldwyn-Mayer |
| 1934 | 49 | Sadie McKee                                             | Sadie McKee Brennan                 | Metro-Goldwyn-Mayer |
| 1934 | 50 | Chained                                                 | Diane Lovering, also called "Dinah" | Metro-Goldwyn-Mayer |
| 1934 | 51 | Forsaking All Others                                    | Mary Clay                           | Metro-Goldwyn-Mayer |
| 1935 | 52 | No More Ladies                                          | Marcia Townsend                     | Metro-Goldwyn-Mayer |
| 1935 | 53 | I Live My Life                                          | Kay Bentley                         | Metro-Goldwyn-Mayer |
| 1936 | 54 | The Gorgeous Hussy                                      | Margaret O'Neal "Peggy" Eaton       | Metro-Goldwyn-Mayer |
| 1936 | 55 | Love on the Run                                         | Sally Parker                        | Metro-Goldwyn-Mayer |
| 1937 | 56 | The Last of Mrs. Cheyney                                | Fay Cheyney                         | Metro-Goldwyn-Mayer |
| 1937 | 57 | The Bride Wore Red                                      | Anni Pavlovitch                     | Metro-Goldwyn-Mayer |
| 1938 | 58 | Mannequin                                               | Jessica Cassidy                     | Metro-Goldwyn-Mayer |
| 1938 | 59 | The Shining Hour                                        | Olivia Riley                        | Metro-Goldwyn-Mayer |
| 1939 | 60 | Ice Follies of 1939                                     | Mary McKay, a.k.a Sandra Lee        | Metro-Goldwyn-Mayer |
| 1939 | 61 | The Women                                               | Crystal Allen                       | Metro-Goldwyn-Mayer |
| 1940 | 62 | Strange Cargo                                           | Julie                               | Metro-Goldwyn-Mayer |
| 1940 | 63 | Susan and God                                           | Susan Trexel                        | Metro-Goldwyn-Mayer |
| 1941 | 64 | A Woman's Face                                          | Anna Holm                           | Metro-Goldwyn-Mayer |
| 1941 | 65 | When Ladies Meet                                        | Mary Howard                         | Metro-Goldwyn-Mayer |
| 1942 | 66 | They All Kissed the Bride                               | Margaret Drew                       | Columbia Pictures   |
| 1942 | 67 | Reunion in France                                       | Michelle de la Becque               | Metro-Goldwyn-Mayer |
| 1943 | 68 | Above Suspicion                                         | Frances Myles                       | Metro-Goldwyn-Mayer |
| 1944 | 69 | Hollywood Canteen                                       | Herself                             | Warner Brothers     |
| 1945 | 70 | Mildred Pierce                                          | Mildred Pierce                      | Warner Brothers     |
| 1946 | 71 | Humoresque                                              | Helen Wright                        | Warner Brothers     |
| 1947 | 72 | Possessed                                               | Louise Howell Graham                | Warner Brothers     |
| 1948 | 73 | Daisy Kenyon                                            | Daisy Kenyon                        | 20th Century Fox    |
| 1949 | 74 | Flamingo Road                                           | Lane Bellamy                        | Warner Brothers     |
| 1949 | 75 | It's a Great Feeling                                    | Hende selv                          | Warner Brothers     |
| 1950 | 76 | The Damned Don't Cry!                                   | Ethel Whitehead                     | Warner Brothers     |
| 1950 | 77 | Harriet Craig                                           | Harriet Craig                       | Columbia Pictures   |
| 1951 | 78 | Goodbye, My Fancy                                       | Agatha Reed                         | Warner Brothers     |
| 1952 | 79 | This Woman is Dangerous                                 | Beth Austin                         | Warner Brothers     |
| 1952 | 80 | Sudden Fear                                             | Myra Hudson                         | RKO Radio Pictures  |
| 1953 | 81 | Torch Song                                              | Jenny Stewart                       | Metro-Goldwyn-Mayer |
| 1954 | 82 | Johnny Guitar                                           | Vienna                              | Republic Pictures   |
| 1955 | 83 | Female on the Beach                                     | Lynn Markham                        | Universal Pictures  |
| 1955 | 84 | Queen Bee                                               | Eva Phillips                        | Columbia Pictures   |
| 1956 | 85 | Autumn Leaves                                           | Millicent Wetherby                  | Columbia Pictures   |
| 1957 | 86 | The Story of Esther Costello                            | Margaret Landi                      | Columbia Pictures   |
| 1959 | 87 | The Best of Everything                                  | Amanda Farrow                       | 20th Century Fox    |
| 1962 | 88 | What Ever Happened to Baby Jane?                        | Blanche Hudson                      | Warner Brothers     |
| 1963 | 89 | The Caretakers                                          | Lucretia Terry                      | United Artists      |
| 1964 | 90 | Strait-Jacket                                           | Lucy Harbin                         | Columbia Pictures   |
| 1965 | 91 | I Saw What You Did                                      | Amy Nelson                          | Universal Pictures  |
| 1967 | 92 | The Karate Killers                                      | Amanda True                         | MGM                 |
| 1968 | 93 | Berserk!                                                | Monica Rivers                       | Columbia Pictures   |
| 1970 | 94 | Trog                                                    | Dr. Brockton                        | Warner Brothers     |